# 渡辺とく子
渡辺 とく子（わたなべ-、1949年12月19日 - ）は、日本の女優。
兵庫県出身。兵庫県立伊丹高等学校卒業後、文学座に所属。1972年、23歳の時、渡辺督子の名で新藤兼人監督の、谷崎潤一郎『春琴抄』を原作とした『讃歌』に春琴役で主演する。1976年よりとく子（外久子）となり主として日活ロマンポルノなどに数多く出演、1984年以後映画から遠ざかる。

## 主な出演

### 映画
一般映画
- 讃歌（1972年、ATG） - 主演・鵙屋春琴 役
- 鍵（1974年、日活）
- 歌麿 夢と知りせば（1977年、日本ヘラルド映画） - 沢乃井 役
- 博多っ子純情（1978年、松竹） - ホステス 役
- 絞殺（1979年6月2日、近代映画協会） - 女A(近所の住人#6) 役
- 真田幸村の謀略（1979年9月1日、東映）- 二位局
- ガキ帝国（1981年、プレイガイドジャーナル社＝ATG） - 御園のママ 役
- 生きたい（1999年、近代映画協会） - 側近の女 役
- 三文役者（2000年、近代映画協会） - 夢子バーのママさん 役
- 石内尋常高等小学校 花は散れども（2008年、近代映画協会） - 田中初子 役

成人映画
- 女教師 童貞狩り（1976年、日活） - 山川ひかる 役
- 「妻たちの午後」より 官能の檻（1976年、日活） - 原道子 役
- 江戸川乱歩猟奇館 屋根裏の散歩者（1976年、日活） - 富田美幸 役
- キャンパス・エロチカ 熟れて開く（1976年、日活） - 美絵 役
- 色情海女 乱れ壺（1976年、日活） - 前島鈴子 役
- 東京（秘）ナイト・レポート 熱い樹液（1976年、日活） - 木乃宮麗子 役
- 女高生（性）白書 肉体収容所（1976年、日活） - 三崎律子 役
- 色情妻 肉の誘惑（1976年、日活） - 海棠碧 役
- 夕顔夫人（1976年、日活） - 柴田和江 役
- 大奥浮世風呂（1977年、東映京都） - 粂村 役
- 壇の浦夜枕合戦記（1977年、日活） - 主演・建礼門院 役
- 実録不良少女 姦（1977年、日活） - 香代 役
- 女囚101 しゃぶる（1977年、日活） - 北山美樹 役
- 襲られる（1977年、日活） - 良子 役
- （秘）ハネムーン 暴行列車（1977年、日活） - 薬屋の女主人 役
- 処女監禁（1977年、東映東京） - 清美 役
- 団鬼六「黒い鬼火」より 貴婦人縛り壺（1977年、日活） - 韮崎秋子 役
- 肉体の門（1977年、日活） - ふうてんお六 役
- 性愛占星術 SEX味くらべ（1978年、日活） - 川田夏美 役
- 若妻が濡れるとき（1978年、日活） - 立川和子 役
- 女高生 天使のはらわた（1978年、日活） - 奈津江 役
- ひと夏の秘密（1979年、にっかつ） - ミサ 役
- 東京エロス千夜一夜（1979年、にっかつ） - シェーラ 役
- レイプハンター 狙われた女（1980年、にっかつ） - 北村京子 役
- スケバンマフィア 肉刑（1980年、にっかつ） - 綾子 役
- セックスドック 淫らな治療（1980年、にっかつ） - 白山冴子 役
- あんねの子守唄（1982年、にっかつ） - 政美 役
- 色ざんげ（1983年、にっかつ） - お涼 役
- 少女暴行事件 赤い靴（1983年、にっかつ） - 片桐葉子 役
- ひと夏の出来ごころ（1984年、にっかつ） - 江崎今日子 役

### テレビドラマ
- 必殺シリーズ（松竹 / ABC)
  - 新・必殺仕置人 第14話「男狩無用」（1977年） - 小夜
  - 新・必殺仕事人 第7話「主水 女の気持ち分かります」（1981年）-おもん
- ザ・スーパーガール 第39話（1979年、東京12ch）
- 探偵物語 第23話（1980年、日本テレビ）
- 大激闘マッドポリス'80 第2話「No.1抹殺計画」（1980年、日本テレビ）
- 西部警察 第28話「横浜ベイ・ブルース（1980年、石原プロ / テレビ朝日） - ユミの友人
- 土曜ワイド劇場 （テレビ朝日）
  - 「私は見た! 雨の中の殺人」（1980年7月）
  - 「幻想花・白い肌が男を狙う…」（1984年3月）
- 春の訪問者（1980年-1981年、MBS）
- 立花登・青春手控え 第4話（1982年、NHK）
- 暁に斬る! 第1話（1982年、関西テレビ）
- 怪談妖蝶の棲む館（1983年、フジテレビ）
- 遠山の金さん 第1シリーズ 第75話「小悪魔のような仮面の女!」（1983年、テレビ朝日）